# Heinrich Romberg
Heinrich Maria Romberg, född den 4 april 1802 i Paris, död den 2 maj 1859 i Hamburg, var en tysk violoncellist. Han var son till Andreas Romberg.
Romberg, som var kejserlig kapellmästare i Sankt Petersburg, lämnade denna befattning och vistades i Tyskland som privatiserande musiklärare. 